# Piero Cucchi
Piero Cucchi (Boffalora sopra Ticino, 27 giugno 1939) è un ex calciatore e allenatore di calcio italiano.

## Biografia
Piero Cucchi è padre di Enrico Cucchi, centrocampista di Empoli, Fiorentina e Inter in Serie A, morto di tumore a 30 anni nel 1996.

## Carriera

### Giocatore
Cresciuto nelle giovanili del Torino, viene ceduto in Serie C al Piacenza nell'estate del 1958. Nella prima stagione è poco impiegato (7 presenze), mentre nella seconda guadagna il posto da titolare mettendo a segno 7 reti in 32 partite. Nel 1960 passa al Savona, sempre in Serie C, con cui conquista un terzo posto nella stagione 1962-1963, mettendo a segno 9 reti e attirando l'attenzione del Varese, appena promosso in Serie B. Con la formazione lombarda esordisce nel campionato cadetto conquistando un'inaspettata promozione in Serie A, e Cucchi viene riconfermato per il campionato 1964-1965. Esordisce in Serie A il 20 settembre 1964 nella vittoria interna per 2-0 sul Torino, e contribuisce alla salvezza del Varese con 26 presenze e un gol, messo a segno contro la Roma. Nella stagione successiva lo spazio per Cucchi si riduce (9 presenze) e la squadra retrocede in Serie B, dove torna titolare nella stagione 1966-1967 conquistando la sua seconda promozione.

Cucchi (in piedi, primo da sinistra) nell'Arezzo del 1972-1973

Questa volta Cucchi non segue il Varese nella massima serie, accasandosi alla Lazio appena retrocessa. In biancoceleste gioca da titolare per due stagioni, conquistando la sua terza promozione nella massima serie al termine del campionato 1968-1969. Con i laziali disputa 7 partite con un gol (gli ultimi in Serie A) all'inizio della stagione 1969-1970, e a novembre torna in Serie B vestendo la maglia della Ternana. Rimane in Umbria per tre stagioni, contribuendo con 8 reti in 30 partite alla prima promozione dei rossoverdi nella massima divisione, la quarta personale.
Chiude la carriera militando ancora per una stagione in Serie B, nell'Arezzo, e per una stagione di nuovo al Savona, in Serie C.

### Allenatore
Appese le scarpe al chiodo, rimane al Savona come allenatore nella 1974-1975, in Serie D, in coppia con Felice Pelizzari. Dal 1975 al 1978 siede sulla panchina del Derthona, sempre in Serie D, conquistando la promozione in Serie C2 nel campionato 1977-1978.
Segue una stagione alla Sangiovannese e un biennio all'Arezzo, in Serie C1, con un quinto posto e un esonero a favore di Antonio Valentín Angelillo. Torna al Savona per due stagioni, prima di scendere al Sud, dove costruisce la maggior parte della sua carriera di allenatore. Allena il Potenza e la Turris, prima di passare al Giarre, in Serie C2. Con i siciliani, grazie al secondo posto conseguito nel campionato di Serie C2 1987-1988, conquista la promozione in Serie C1.
Nella stagione 1990-1991 si ripete vincendo il campionato di Serie C2 sulla panchina dell'Ischia Isolaverde; nella stagione successiva ottiene il miglior piazzamento della squadra ischitana in Serie C1 (5º posto). Ha inoltre vinto il campionato di Serie C2 nel 1992-1993 con la Juve Stabia, e dopo due ritorni a Ischia e Potenza (quest'ultimo interrotto dalla morte del figlio Enrico), porta il Catania in Serie C1 al termine della stagione 1998-1999 .
Nelle sue ultime stagioni è alla guida di Nocerina e Savoia: in entrambi i casi viene esonerato.

## Statistiche

### Presenze e reti nei club
| Stagione        | Squadra         | Campionato      | Campionato | Campionato |
| Stagione        | Squadra         | Comp            | Pres       | Reti       |
| --------------- | --------------- | --------------- | ---------- | ---------- |
| 1958-1959       | Piacenza        | C               | 6          | 0          |
| 1959-1960       | Piacenza        | C               | 32         | 7          |
| Totale Piacenza | Totale Piacenza | Totale Piacenza | 38         | 7          |
| 1960-1961       | Savona          | C               | 33         | 2          |
| 1961-1962       | Savona          | C               | 22         | 2          |
| 1962-1963       | Savona          | C               | 33         | 9          |
| 1963-1964       | Varese          | B               | 34         | 1          |
| 1964-1965       | Varese          | A               | 26         | 1          |
| 1965-1966       | Varese          | A               | 9          | 0          |
| 1966-1967       | Varese          | B               | 36         | 3          |
| Totale Varese   | Totale Varese   | Totale Varese   | 105        | 5          |
| 1967-1968       | Lazio           | B               | 25         | 2          |
| 1968-1969       | Lazio           | B               | 32         | 1          |
| lug.-nov. 1969  | Lazio           | A               | 7          | 1          |
| Totale Lazio    | Totale Lazio    | Totale Lazio    | 64         | 4          |
| nov. 1969-1970  | Ternana         | B               | 23         | 1          |
| 1970-1971       | Ternana         | B               | 20         | 0          |
| 1971-1972       | Ternana         | B               | 30         | 8          |
| Totale Ternana  | Totale Ternana  | Totale Ternana  | 73         | 9          |
| 1972-1973       | Arezzo          | B               | 26         | 0          |
| 1973-1974       | Savona          | C               | 21         | 1          |
| Totale Savona   | Totale Savona   | Totale Savona   | 109        | 14         |
| Totale carriera | Totale carriera | Totale carriera | 416        | 38         |

## Palmarès

### Giocatore

#### Competizioni nazionali
- Campionato italiano di Serie B: 3

Varese: 1963-1964
Lazio: 1968-1969
Ternana: 1971-1972

### Allenatore

#### Competizioni nazionali
- Campionato italiano Serie C2: 3

Ischia: 1990-1991
Juve Stabia: 1992-1993
Catania: 1998-1999